# Jorge Alarte
Jorge Alarte Gorbe, né à Alaquàs le 19 octobre 1973, est un homme politique espagnol, membre du Parti socialiste du Pays valencien-PSOE (PSPV-PSOE).